# Берт Корбо
Бертрам Оріан Корбо (фр. Bertram Orian "Pig Iron" Corbeau, 9 лютого 1894, Пенетангуішн — 21 вересня 1942, Затока Джорджіан) — канадський хокеїст, що грав на позиції захисника.
Володар Кубка Стенлі.

## Ігрова кар'єра
Хокейну кар'єру розпочав 1914 року виступами за команду «Монреаль Канадієнс» в НХА.
Протягом професійної клубної ігрової кар'єри, що тривала 14 років, захищав кольори команд «Монреаль Канадієнс», «Гамільтон Тайгерс», «Торонто Сент-Патрікс» та «Торонто Мейпл-Ліфс».
Загалом провів 267 матчів у НХЛ, включаючи 9 ігор плей-оф Кубка Стенлі.
У 1916 році, граючи за команду «Монреаль Канадієнс», став володарем Кубка Стенлі.

## Смерть
Берт загинув під час катання на човні в Затоці Джорджіан. Під час вечірки, яку Корбо влаштував на борту свого човна, човен натрапив на піщаний риф і через відкриті ілюмінатори вода почала заповнювати човен і через декілька хвилин він опинився на дні. Із 42 осіб на борту 25 загинули, включаючи Берта.

## Статистика
| Сезон        | Клуб                                        | Ліга         | Регулярний сезон | Регулярний сезон | Регулярний сезон | Регулярний сезон | Регулярний сезон | Плей-оф | Плей-оф | Плей-оф | Плей-оф | Плей-оф |
| Сезон        | Клуб                                        | Ліга         | І                | Г                | П                | О                | ШХ               | І       | Г       | П       | О       | ШХ      |
| ------------ | ------------------------------------------- | ------------ | ---------------- | ---------------- | ---------------- | ---------------- | ---------------- | ------- | ------- | ------- | ------- | ------- |
| 1914–15      | «Монреаль Канадієнс»                        | НХА          | 18               | 1                | 1                | 2                | 35               | —       | —       | —       | —       | —       |
| 1915–16      | «Монреаль Канадієнс»                        | НХА          | 23               | 7                | 0                | 7                | 134              | —       | —       | —       | —       | —       |
| 1916–17      | «Монреаль Канадієнс»                        | НХА          | 18               | 7                | 5                | 12               | 87               | 2       | 2       | 0       | 2       | 0       |
| 1917–18      | «Монреаль Канадієнс»                        | НХЛ          | 21               | 8                | 8                | 16               | 41               | 2       | 1       | 1       | 2       | 11      |
| 1918–19      | «Монреаль Канадієнс»                        | НХЛ          | 16               | 2                | 3                | 5                | 51               | 5       | 1       | 1       | 2       | 17      |
| 1919–20      | «Монреаль Канадієнс»                        | НХЛ          | 23               | 11               | 6                | 17               | 65               | —       | —       | —       | —       | —       |
| 1920–21      | «Монреаль Канадієнс»                        | НХЛ          | 24               | 11               | 2                | 13               | 86               | —       | —       | —       | —       | —       |
| 1921–22      | «Монреаль Канадієнс»                        | НХЛ          | 22               | 3                | 7                | 10               | 26               | —       | —       | —       | —       | —       |
| 1922–23      | «Гамільтон Тайгерс»                         | НХЛ          | 21               | 10               | 4                | 14               | 22               | —       | —       | —       | —       | —       |
| 1923–24      | «Торонто Сент-Патрікс»                      | НХЛ          | 24               | 8                | 6                | 14               | 55               | —       | —       | —       | —       | —       |
| 1924–25      | «Торонто Сент-Патрікс»                      | НХЛ          | 30               | 4                | 6                | 10               | 74               | 2       | 0       | 0       | 0       | 10      |
| 1925–26      | «Торонто Сент-Патрікс»                      | НХЛ          | 36               | 5                | 5                | 10               | 121              | —       | —       | —       | —       | —       |
| 1926–27      | «Торонто Сент-Патрікс»/«Торонто Мейпл-Ліфс» | НХЛ          | 41               | 1                | 2                | 3                | 88               | —       | —       | —       | —       | —       |
| 1927–28      | «Торонто Ревінарс»                          | КПХЛ         | 41               | 5                | 2                | 7                | 112              | 2       | 0       | 0       | 0       | 10      |
| 1928–29      | «Торонто Ревінарс»                          | КПХЛ         | 9                | 0                | 0                | 0                | 6                | —       | —       | —       | —       | —       |
| Усього в НХЛ | Усього в НХЛ                                | Усього в НХЛ | 258              | 63               | 49               | 112              | 629              | 9       | 2       | 2       | 4       | 38      |
| Усього в НХА | Усього в НХА                                | Усього в НХА | 59               | 15               | 6                | 21               | 256              | 2       | 2       | 0       | 2       | 0       |